# Journée de l'unification
La journée de l'unification (en anglais : Unification Day) est un jour férié au Cameroun, célébré le 1er octobre. Il commémore la réunification du pays. 